# One fes CHRISTMAS 2011 SPECIAL CD
『one fes CHRISTMAS 2011 SPECIAL CD』（ワン・フェス・クリスマス・ツーサウザンドイレブン・スペシャル・シーディー）は、Chicago Poodleの会場限定シングル（通算9枚目）。

## 内容
ベストアルバム『HISTORY I』が発売されてから初のシングル。
本作は堂島リバーフォーラムで行われた「犬(one)フェスX'mas 2011 ～僕らが向かう場所～」の会場限定で発売されたものだが、好評だったことをうけて2012年1月11日に音楽サイト「Musing」にて、数量限定発売をした。

## 収録曲
全曲　作詞：辻本建司・山口教仁　作曲：花沢耕太
1. 1225 ～君がいたクリスマス～　
編曲：小林哲・Chicago Poodle
2. Singin' in the rain
編曲：岩倉さとし・Chicago Poodle